# 御山 (福島市)
御山（おやま）は、福島県福島市の大字である。郵便番号は960-8252。

## 地理
福島市中心市街地北側に隣接し、市内清水地区に属する。北で南矢野目と、北東で丸子と、東で大森、所窪、山居上と、南で大平山、大明神の北西角、駒山、狐山、南平、森合と、西で泉と、北西で北沢又とそれぞれ隣接する。町村制施行以前の御山村の流れを汲む地域である。信夫山の北側斜面と松川周辺の平野部を域内とし、山を挟み福島市街地に隣接する住宅地として多くの人口を抱え、南北に縦断する国道13号沿線には大規模な商業施設も立地する。上町に所在する 福島警察署及び泉に所在する福島消防署清水分署がそれぞれ管轄にあたる。

### 山
- 信夫山 - 北側斜面が属する。

### 河川
- 松川

### 主な字
- 甘粕
- 荒田
- 一本木
- 一本松
- 井戸上
- 稲荷田
- 岩坂
- 大木
- 上原
- 上谷地
- 北川原
- 北坂
- 北早坂
- 検田
- 転石
- 沢田
- 三合田
- 三升蒔
- 三本松
- 清水
- 清水尻
- 下川原
- 庄司
- 清次郎作り
- 滝
- 田中
- 谷
- 鉄砲畑
- 遠瀬戸
- 中川原
- 仲ノ町
- 中屋敷
- 長滝
- 西壁谷沢
- 西坂
- 西ノ原
- 萩倉
- 早坂山
- 東壁谷沢
- 古屋敷
- 羽山
- 前田
- 松川原
- 南西原
- 南早坂
- 谷地
- 山古谷地
- 山田
- 山ノ神

## 歴史
- 1889年（明治22年）4月1日 - 町村制の施行により信夫郡清水村が発足。旧御山村域は清水村の大字となる。
- 1947年（昭和22年）3月10日 - 清水村が福島市に編入され、福島市御山となる。

## 世帯数と人口
2022年（令和4年）3月31日現在の世帯数と人口は以下の通りである。
| 大字 | 世帯数   | 人口   |
| ---- | -------- | ------ |
| 御山 | 2598世帯 | 5593人 |

## 小・中学校の学区
市立小・中学校に通う場合、学区は以下の通りとなる。
| 番地 | 小学校                 | 中学校             |
| --- | ---------------------- | ------------------ |
| 字山田、清次郎作り、道割、山古谷地、三合田、沢田、長滝、荒田、北汁田、東北本線より西側の松川原 | 福島市立御山小学校     | 福島市立清水中学校 |
| 字谷地、西壁谷沢、古屋敷、東壁谷沢、前田 | 福島市立御山小学校     | 福島市立北信中学校 |
| 字北早坂、南早坂、早坂山、山ノ神、山畑、中ノ山、米ケ沢、清水、 清水尻、検田、中屋敷、稲荷田、庄司、大木、遠背戸、転石、田中、 一本木、仲ノ町、上谷地、井戸上、南西原、西ノ原、荒田、清次郎作り、 下川原、中川原、 東北本線より東側の松川原、三本松、 東北本線より東側の北川原 | 福島市立御山小学校     | 福島第四中学校     |
| 字一本松、三升蒔、上原、鉄砲畑、東北本線より西側の北川原 | 福島市立北沢又小学校   | 福島第四中学校     |
| 上記を除く | 福島市立福島第四小学校 | 福島第四中学校     |

## 交通

### 鉄道
最寄り駅は泉に所在する福島交通飯坂線岩代清水駅、泉駅である。
- 東日本旅客鉄道
  - 東北本線
  - 東北新幹線
    - 信夫山トンネル

### 道路
- 国道13号
  - 信夫山トンネル
  - 信夫大橋（松川）
- 福島市道21号北沢又丸子線
  - 壁谷沢跨線橋（JR東北本線）
- 福島市道27号方木田茶屋下線（未整備）
- 福島市道54号御山宮代線（未整備）

### バス
高速バス
- （福島駅方面） - 稲荷田 - （仙台方面）
  - 仙台 - 福島線

福島交通路線バス
- （福島駅方面） - 稲荷田 - 三本松 - （国道4号方面）
  - 信夫山循環13号線先回り
- （福島駅方面） - 稲荷田 - 三本松 - 古屋敷 - （五月乙女団地・国道4号方面）
  - 原田東
  - 信夫山循環4号線先回り
- （福島駅方面） - 稲荷田 - 御山中屋敷 - 御山一本木 - 清水学習センター前 - （イオン福島店方面）
  - 御山経由イオン福島

## 施設
- 福島市立御山小学校
- 福島市清水学習センター
- 信夫山公園 第一展望台
- 松川運動公園
- 御山緑地運動公園
- 御山郵便局
- 天台宗薬王寺
- ヤマダ電機 テックランド福島店